# Powondrella cingillaria
Powondrella cingillaria is een vlinder uit de familie van de uraniavlinders (Uraniidae). De wetenschappelijke naam van de soort is voor het eerst geldig gepubliceerd in 1850 door Geyer.